# Tavandar
Tavandar (persiska: توندر) är en ort i Iran.   Den ligger i provinsen Khorasan, i den nordöstra delen av landet, 600 km öster om huvudstaden Teheran. Tavandar ligger 1 852 meter över havet och antalet invånare är 867.
Terrängen runt Tavandar är kuperad åt sydväst, men åt nordost är den platt. Runt Tavandar är det glesbefolkat, med 19 invånare per kvadratkilometer. Närmaste större samhälle är Rīvash, 19,1 km sydost om Tavandar. Trakten runt Tavandar består i huvudsak av gräsmarker.